# Triatlon a 2014. évi nyári ifjúsági olimpiai játékokon
A 2014. évi nyári ifjúsági olimpiai játékokon a triatlon versenyeinek Nankingban a Xuanwu Lake adott otthont augusztus 17. és 21. között.

## Naptár
Az időpontok helyi idő szerint (UTC+8) értendők.
| Dátum         | Időpont | Versenyszám          |
| ------------- | ------- | -------------------- |
| Augusztus 17. | 09:00   | Lány, döntő          |
| Augusztus 18. | 09:00   | Fiú, döntő           |
| Augusztus 21. | 09:00   | Vegyes csapat, döntő |

## Éremtáblázat
(A táblázatokban az egyes számoszlopok legmagasabb értéke vastagítással kiemelve.)
| A 2014. évi nyári ifjúsági olimpiai játékok éremtáblázata triatlonban | A 2014. évi nyári ifjúsági olimpiai játékok éremtáblázata triatlonban | A 2014. évi nyári ifjúsági olimpiai játékok éremtáblázata triatlonban | A 2014. évi nyári ifjúsági olimpiai játékok éremtáblázata triatlonban | A 2014. évi nyári ifjúsági olimpiai játékok éremtáblázata triatlonban | Olimpia  |
| --------------------------------------------------------------------- | --------------------------------------------------------------------- | --------------------------------------------------------------------- | --------------------------------------------------------------------- | --------------------------------------------------------------------- | -------- |
|                                                                       | Ország                                                                | Arany                                                                 | Ezüst                                                                 | Bronz                                                                 | Összesen |
| –                                                                     | Nemzetek vegyes csapatai                                              | 1                                                                     | 1                                                                     | 1                                                                     | 3        |
| 1.                                                                    | Ausztrália (AUS)                                                      | 1                                                                     | 0                                                                     | 0                                                                     | 1        |
| 1.                                                                    | Nagy-Britannia (GBR)                                                  | 1                                                                     | 0                                                                     | 0                                                                     | 1        |
|                                                                       |                                                                       |                                                                       |                                                                       |                                                                       |          |
| 3.                                                                    | Egyesült Államok (USA)                                                | 0                                                                     | 1                                                                     | 0                                                                     | 1        |
| 3.                                                                    | Új-Zéland (NZL)                                                       | 0                                                                     | 1                                                                     | 0                                                                     | 1        |
|                                                                       |                                                                       |                                                                       |                                                                       |                                                                       |          |
| 5.                                                                    | Dánia (DEN)                                                           | 0                                                                     | 0                                                                     | 1                                                                     | 1        |
| 5.                                                                    | Franciaország (FRA)                                                   | 0                                                                     | 0                                                                     | 1                                                                     | 1        |
|                                                                       |                                                                       |                                                                       |                                                                       |                                                                       |          |
| Összesen                                                              | Összesen                                                              | 3                                                                     | 3                                                                     | 3                                                                     | 9        |

## Versenyek tartalma

### Egyéni
- 750 méter nyílt vízi úszás
- 3 kör kerékpározás (20 km)
- 2 kör futás (5 km)

### Vegyes váltó
A vegyes váltóban minden csapatban azonos kontinensről 2–2 fiú és lány szerepelt.
- 250 méter nyílt vízi úszás
- 6,6 km kerékpározás
- 1,8 km futás

## Érmesek
| A 2014. évi nyári ifjúsági olimpiai játékok érmesei triatlonban | |         | |         | |         |
| Versenyszám                                                     | Arany | Arany   | Ezüst | Ezüst   | Bronz | Bronz   |
| Fiú                                                             | Ben Dijkstra · Nagy-Britannia (GBR) | 54:43   | Daniel Hoy · Új-Zéland (NZL) | 54:43   | Emil Deleuran Hansen · Dánia (DEN) | 54:49   |
| Lány                                                            | Brittany Dutton · Ausztrália (AUS) | 59:56   | Stephanie Jenks · Egyesült Államok (USA) | 1:00:33 | Emilie Morier · Franciaország (FRA) | 1:00:55 |
| Vegyes váltó                                                    | Európa 1 · Ben Dijkstra · Nagy-Britannia (GBR) · Emil Deleuran Hansen · Dánia (DEN) · Émilie Morier · Franciaország (FRA) · Kristin Ranwig · Németország (GER) | 1:22:17 | Európa 3 · Carmen Gomez Cortes · Spanyolország (ESP) · Lehmann Bence · Magyarország (HUN) · Sian Rainsley · Nagy-Britannia (GBR) · Giulio Soldati · Olaszország (ITA) | 1:22:30 | Óceánia 1 · Brittany Dutton · Ausztrália (AUS) · Daniel Hoy · Új-Zéland (NZL) · Elizabeth Stannard · Új-Zéland (NZL) · Jack van Stekelenburg · Ausztrália (AUS) | 1:23:10 |